# HL Tau 76
Ne doit pas être confondu avec HL Tauri.
Désignations
HL Tau 76, également désignée V411 Tauri, est une étoile naine blanche variable de type DAV (ou ZZ Ceti). Elle fut observée par Guillermo Haro et Willem Jacob Luyten en 1961, et fut la première naine blanche variable découverte quand, en 1968, Arlo U. Landolt trouva que sa luminosité variait sur une période d'environ 749,5 secondes, ou 12,5 minutes. Comme les autres naines blanches de type DAV, sa variabilité provient de pulsations d'ondes de gravité non-radiales pulsations dans son intérieur, § 7.. Des observations et analyses ultérieures ont montré que HL Tau 76 pulsait sur plus de 40 modes de vibration indépendants, avec des périodes allant de 380 secondes à 1390 secondes.